# Sand Lake
Sand Lake es una villa ubicada en el condado de Kent en el estado estadounidense de Míchigan. En el Censo de 2010 tenía una población de 500 habitantes y una densidad poblacional de 260,53 personas por km².

## Geografía
Sand Lake se encuentra ubicada en las coordenadas 43°17′19″N 85°31′27″O / 43.28861, -85.52417. Según la Oficina del Censo de los Estados Unidos, Sand Lake tiene una superficie total de 1.92 km², de la cual 1.84 km² corresponden a tierra firme y (4.32%) 0.08 km² es agua.

## Demografía
Según el censo de 2010, había 500 personas residiendo en Sand Lake. La densidad de población era de 260,53 hab./km². De los 500 habitantes, Sand Lake estaba compuesto por el 94.6% blancos, el 0.8% eran afroamericanos, el 0.2% eran amerindios, el 1% eran asiáticos, el 0% eran isleños del Pacífico, el 1.4% eran de otras razas y el 2% pertenecían a dos o más razas. Del total de la población el 5.2% eran hispanos o latinos de cualquier raza.